# Anna Sudlitz
Anna Sudlitz (ur. ?, zm. 20 września 2007 w Arizonie) – polska dziennikarka, współpracownik Programu III Polskiego Radia, oraz podziemnego Radia Solidarność
Pracowała w Redakcji Literackiej Programu III Polskiego Radia, była autorką wielu audycji w tym między innymi o getcie warszawskim i cyklu o audycji o powstaniu warszawskim zrealizowanych wspólnie z Władysławem Bartoszewskim. Po wprowadzeniu stanu wojennego została zwolniona z Polskiego Radia. Pracowała w Prymasowskim Komitecie Pomocy Osobom Pozbawionym Wolności i ich Rodzinom.